# Dolichopeza kurandensis
Dolichopeza kurandensis är en tvåvingeart som beskrevs av Alexander 1937. Dolichopeza kurandensis ingår i släktet Dolichopeza och familjen storharkrankar. Inga underarter finns listade i Catalogue of Life.